# Daniel Runggaldier
Daniel Runggaldier (1º agosto 1973) è un ex sciatore alpino italiano.

## Biografia
Specialista delle prove veloci originario di Cornaiano di Appiano sulla Strada del Vino, in Coppa Europa Runggaldier esordì il 16 gennaio 1995 a La Thuile in discesa libera (27º) e ottenne il miglior piazzamento il 30 gennaio 1997 a Val-d'Isère nella medesima specialità (7º); in Coppa del Mondo disputò due gare, le discese libere di Wengen del 16 e del 17 gennaio 1998, classificandosi rispettivamente 48º e 36º. Prese per l'ultima volta il via in Coppa Europa il 13 marzo 2000 a Galtür in supergigante (63º) e si ritirò al termine di quella stessa stagione 1999-2000: la sua ultima gara fu lo slalom gigante dei Campionati italiani di sci alpino 2000 disputato a Lizzola il 1º aprile, chiuso da Runggaldier al 40º posto. Non prese parte a rassegne olimpiche o iridate.

## Palmarès

### Campionati italiani
- 2 medaglie[1]:
  - 2 bronzi (discesa libera, combinata nel 1998)